# Chiesa di Maria Santissima Assunta (Vernole)
La chiesa di Maria Santissima Assunta è la parrocchiale di Vernole, in provincia e arcidiocesi di Lecce; fa parte della vicaria di Vernole.

## Storia
La più antica cappella del paese sorse lungo la strada che da Lecce portava ad Otranto ed era dedicata a san Lorenzo martire.
La prima pietra della chiesa madre di Vernole, dedicata all'Assunzione di Maria, venne posta nel 1730; l'edificio, realizzato al posto di un precedente luogo di culto, fu consacrato nel 1748.
Nel 1930 la parrocchiale venne ampliata mediante la costruzione di un'ampia cappella in cui furono collocate le due statue raffiguranti i santi Anna e Gioacchino.
In ossequio alle norme postconciliari, la parrocchiale fu dotata nel 1962 dei due amboni e dell'altare rivolto verso l'assemblea.

## Descrizione

### Esterno
La barocca facciata a capanna della chiesa, rivolta a sudovest, è suddivisa da una cornice marcapiano aggettante in due registri, entrambi abbelliti da lesene; quello inferiore presenta centralmente il portale maggiore e tre nicchie con le statue dei santi Oronzo, Giusto e Fortunato, mentre quello superiore è caratterizzato da una finestra e da altre due nicchie contenenti i simulacri della Carità e della Fede ed è coronato dal timpano mistilineo, sormontato dalla statua con soggetto la Fede.
Annesso alla parrocchiale è il campanile a base quadrata, costruito nel 1740; la cella presenta su ogni lato una monofora a tutto sesto ed è coronato dal tamburo ottagonale.

### Interno
L'interno dell'edificio, la cui pianta è a croce latina, si compone di un'unica navata, sulla quale si affacciano le cappelle laterali e i bracci del transetto, introdotti da archi a tutto sesto, e le cui pareti sono scandite da paraste sorreggenti la trabeazione modanata e aggettante sopra la quale si impostano le volte; al termine dell'aula si sviluppa il presbiterio, rialzato di quattro gradini e chiuso dall'abside di forma quadrangolare.
Qui sono conservate diverse opere di pregio, le più rilevanti delle quali sono gli altari di San Francesco Saverio, di Sant'Oronzo, di San Donato, di San Vito e della Beata Vergine Maria del Monte Carmelo.